# Single Man (film)
Single Man (v originále A Single Man) je americký film z roku 2009. Psychologické drama natočil jako svou režijní prvotinu Tom Ford – původním povoláním módní návrhář – podle knižní předlohy Christophera Isherwooda. Příběh sleduje jeden den v životě vysokoškolského profesora George Falconera (Colin Firth) v období 60. let 20. století. Snímek měl světovou premiéru na Mezinárodním filmovém festivalu v Benátkách dne 11. září 2009.

## Obsazení
| Colin Firth    | George Falconer |
| Julianne Moore | Charley         |
| Nicholas Hoult | Kenny           |
| Matthew Goode  | Jim             |

## Děj
Šedesátá léta 20. století jsou období čím dál reálněji hrozící studené války s vrcholící karibskou krizí. Je to zároveň doba teprve předcházející Stonewallským nepokojům, které odstartovaly novodobé emancipační hnutí gayů a leseb v USA. Společenský přístup k homosexualitě byl značně odlišný od pozdějších období. Děj filmu se odehrává koncem roku 1962 v Los Angeles. 
George Falconer (Colin Firth) je profesor anglické literatury, který při nehodě ztratil životního partnera Jima (Matthew Goode). S ním se divák seznamuje jen prostřednictvím řady flashbacků. S Jimovou ztrátou se stále nemůže vyrovnat, prožívá prázdný život a rozhodne se spáchat sebevraždu. Vnitřní hluboký smutek navenek překrývá suchou britskou zdrženlivostí puntičkáře a pichlavou sebeironií. „Poprvé v životě před sebou nevidím žádnou budoucnost. Den za dnem končí v mlze. Ale dnešek bude jiný. Tak je to,“ slyšíme jeho úvodní komentář.
Při přednášce hovoří o různých formách strachu, o neviditelných menšinách, kterých se společnost bojí. Pozorně ho poslouchá jeden ze studentů, přemýšlivý a atraktivní mladík Kenny (Nicholas Hoult). George se těší z jeho zájmu. Po škole vybere osobní cennosti z bankovní úschovy a u obchodního střediska se setká s flirtujícím španělským mladíkem Carlosem. Navštíví svou dávnou přítelkyni a anglickou rodačku Charley (Julianne Moore), která je stejně osamělá jako on. 
Později večer ho vyhledá Kenny a znavený George v jeho společnosti pocítí náhlé vzepětí životní energie. „V životě jsem zažil pár chvil naprostého osvícení, když se na pár sekund vynoří z hluku ticho a místo myšlení já cítím. Vše se zdá ostřejší a svět mi přijde tak svěží. Vše okolo jakoby ožilo. Tyto chvíle nejdou prodloužit. Držím se jich, ale hned blednou, jako všechno. Na těch chvílích já přežívám. Ty mě vždy přitáhnou do přítomnosti. A tehdy mi dojde, že vše je přesně tak, jak má být,“ přemýšlí George a krátce poté umírá, pravděpodobně na srdeční infarkt.

## Produkce
Tom Ford se na filmu podílel nejen jako režisér a spoluautor scénáře, ale také jej produkoval prostřednictvím vlastní filmové společnosti Fade to Black, kterou založil v roce 2005. Jeho nejbližším setkáním s kinematografií do té doby byla práce na kostýmech pro bondovku Quantum of Solace.
Scénář k filmu vznikl na základě lehce autobiografického románu A Single Man od anglického spisovatele Christophera Isherwooda, který jej napsal roku 1964. Podle povídek téhož autora vznikl v 60. letech také muzikál Kabaret a v roce 1972 i stejnojmenný film.

## Ohlasy a ocenění
Film měl svou premiéru 11. září 2009 na 66. Benátském filmovém festivalu. Zde byl nominován na Zlatého lva, získal „Queer lva“ a Colin Firth byl za svůj výkon odměněn cenou „Coppa Volpi“ pro nejlepšího herce. Byl také nominován na Oscara a Zlatý glóbus. Nominaci na Zlatý glóbus získala také Julianne Moore v kategorii Nejlepší herečka ve vedlejší roli a Abel Korzeniowski za hudbu. 
Colin Firth si odnesl i cenu BAFTA 2010 a na stejné ocenění byla v kostymérské kategorii nominována Arianne Phillipsová.
V Česku byl film poprvé uveden na karlovarském filmovém festivalu v létě 2010 a distribuční premiéru měl 15. července 2010.

### Recenze
- Mirka Spáčilová, iDNES.cz  [12]
- Petr Stránský, Cinema  [11]
- František Fuka, FFFilm  [13]
- Kamil Fila, Kultura.cz, Česká televize